# Bulusidokare
Bulusidokare is een bestuurslaag in het regentschap Sidoarjo van de provincie Oost-Java, Indonesië. Bulusidokare telt 8451 inwoners (volkstelling 2010).